# 鈴木貫太郎 (YouTuber)
鈴木 貫太郎（すずき かんたろう、1966年2月18日 - ）は、日本のYouTuber。主に大学入試や高校入試の数学の問題の解説動画を配信している。

## 略歴
中学校では学級崩壊が起きていたため、ほぼ独学で高校受験の勉強をしていた。進学校であり、かつサッカー強豪校である埼玉県立浦和高等学校を志望し、毎日12時間以上の勉強の末に入学した。
高校時代は、高校受験の勉強で燃え尽き症候群に陥り、試験での数学の点数は0点。成績は学年最下位。授業にもほぼ出席せず、サッカー部の活動のみに没頭していた。
高校卒業後、二浪目に数学と物理に興味を持ち、他教科の勉強を度外視して数学と物理の勉強に没頭し、早稲田大学社会科学部に入学。
大学在学中に早稲田アカデミーの講師となり、中学受験の算数を修した。その後、正社員となったため、大学4年時に大学を中退した。
退職後、実家に1年間半ほど戻り、自身の夢の実現に尽力したが頓挫。
再び早稲田アカデミーの講師となり、シンガポールに移住。シンガポール居住時に現在の妻に出会い、ともに日本に帰国し結婚した。
帰国後、2人の子供ができたのを契機に、専業主夫となり、2010年に妻の転勤に伴い、息子2人とともにロンドンに移住。
妻がスロベニアに転勤になり、家族で移住。
次男が中3の時に、日本の高校の入学を志望したため、日本に帰国し、現在に至る。

## YouTube活動を始めたきっかけ
ロンドン時代に、長男の通うインターナショナル・スクールの友達の家庭教師となり、数学IIIや大学レベルの数学の勉強が必要となった。この時学習したオイラーの公式を、スロベニア時代に出会った、東京大学文科三類出身の、妻の同僚に教えるために授業をしたことがきっかけである。
当初は数学に関する小話や、雑記帳的な動画を投稿していたが、2018年3月23日に投稿した京都大学の入試問題（平成28年 理系の第２問）の解説動画を投稿したことから注目され始め、同年4月2日に投稿した東京大学の円周率に関する入試問題（平成15年 理系の第６問）の解説動画を投稿した時にヒットし、以後毎朝6:30に数学の入試問題の解説動画を投稿している。
YouTubeの内容は、白髪交じりのおじさんがホワイトボードを書きながら、雑談混じりに丁寧に数学の問題を解いたり解説したりしていくものである。しかし中身はしっかりしており、高校数学学習者には人気がある。
2023年12月25日に、毎日投稿を一旦休止することを発表した。

## 出演

### ラジオ
- 土曜ワイドラジオTOKYO ナイツのちゃきちゃき大放送（2020年1月11日、TBSラジオ）

### テレビ
- パネルクイズ アタック25（2020年3月22日、朝日放送テレビ）[8]

### Webコンテンツ
- 謎のYouTuber鈴木貫太郎さんに学ぶ「数学の愛し方」（2021年1月30日、論座、朝日新聞社）
- 無理やり覚えさせられて嫌だった公式も、本質がわかると楽しい（2020年3月20日、教育zine、明治図書出版）

## 書籍
- 鈴木貫太郎『中学の知識でオイラーの公式がわかる』光文社、2020年1月16日。ISBN 9784334044565。OCLC 1140667171。
- 鈴木貫太郎『大学入試数学　不朽の名問１００　大人のための“数学腕試し”』講談社、2021年4月15日。ISBN 9784065232187。OCLC 1250245776。
- 鈴木貫太郎『中学生の知識で数学脳を鍛える』大和書房、2021年7月17日。ISBN 9784479393528。
- 鈴木貫太郎『マイナス×マイナスはなぜプラスになるのか』朝日新聞出版、2025年4月11日。ISBN 9784022953094。